# Oliver Turvey
Oliver Turvey (Penrith, 1987. április 1. –) brit autóversenyző, a McLaren Formula–1-es csapatának tartalék- és szimulátor versenyzője.

## Eredményei

### Teljes Formula Renault 3.5-ös eredménysorozata
(Táblázat értelmezése)

(Félkövér: pole-pozícióból indult; dőlt: leggyorsabb kört futott) 

| Év   | Csapat            | 1         | 2          | 3         | 4          | 5         | 6         | 7          | 8         | 9         | 10        | 11         | 12         | 13        | 14        | 15         | 16        | 17        | Helyezés | Pont |
| ---- | ----------------- | --------- | ---------- | --------- | ---------- | --------- | --------- | ---------- | --------- | --------- | --------- | ---------- | ---------- | --------- | --------- | ---------- | --------- | --------- | -------- | ---- |
| 2009 | Carlin Motorsport | CAT SPR 4 | CAT FEA 11 | SPA SPR 6 | SPA FEA 14 | MON FEA 1 | HUN SPR 8 | HUN FEA Ki | SIL SPR 3 | SIL FEA 3 | BUG SPR 3 | BUG FEA 10 | ALG SPR Ki | ALG FEA 6 | NÜR SPR 4 | NÜR FEA Ki | ALC SPR 2 | ALC FEA 5 | 4.       | 93   |

### Teljes GP2-es eredménysorozata
(Táblázat értelmezése)

(Félkövér: pole-pozícióból indult; dőlt: leggyorsabb kört futott) 

| Év   | Csapat               | 1         | 2         | 3          | 4          | 5          | 6          | 7          | 8          | 9         | 10        | 11        | 12        | 13        | 14        | 15        | 16        | 17        | 18        | 19        | 20         | Helyezés | Pont |
| ---- | -------------------- | --------- | --------- | ---------- | ---------- | ---------- | ---------- | ---------- | ---------- | --------- | --------- | --------- | --------- | --------- | --------- | --------- | --------- | --------- | --------- | --------- | ---------- | -------- | ---- |
| 2010 | iSport International | CAT FEA 5 | CAT SPR 5 | MON FEA 15 | MON SPR 15 | IST FEA 14 | IST SPR 18 | VAL FEA Ki | VAL SPR 12 | SIL FEA 8 | SIL SPR 2 | HOC FEA 8 | HOC SPR 2 | HUN FEA 4 | HUN SPR 5 | SPA FEA 6 | SPA SPR 5 | MNZ FEA 3 | MNZ SPR 6 | YMC FEA 2 | YMC SPR 17 | 6.       | 47   |
| 2011 | Carlin               | IST FEA   | IST SPR   | CAT FEA    | CAT SPR    | MON FEA 14 | MON SPR 8  | VAL FEA    | VAL SPR    | SIL FEA   | SIL SPR   | NÜR FEA   | NÜR SPR   | HUN FEA   | HUN SPR   | SPA FEA   | SPA SPR   | MNZ FEA   | MNZ SPR   |           |            | 25.      | 0    |

### Teljes GP2 Asia Series eredménysorozata
(Táblázat értelmezése)

(Félkövér: pole-pozícióból indult; dőlt: leggyorsabb kört futott) 

| Év      | Csapat                  | 1          | 2          | 3          | 4          | 5          | 6          | 7          | 8           | Helyezés | Pont |
| ------- | ----------------------- | ---------- | ---------- | ---------- | ---------- | ---------- | ---------- | ---------- | ----------- | -------- | ---- |
| 2009–10 | iSport International    | YMC1 FEA 8 | YMC1 SPR 4 | YMC2 FEA 1 | YMC2 SPR 5 | BHR1 FEA 9 | BHR1 SPR 6 | BHR2 FEA 9 | BHR2 SPR 11 | 6.       | 17   |
| 2011    | Ocean Racing Technology | YMC FEA 18 | YMC SPR 19 | IMO FEA 15 | IMO SPR 8  |            |            |            |             | 16.      | 0    |

### Le Mans-i 24 órás autóverseny
| Év   | Csapat           | Autó                         | Csapattárs   | Csapattárs      | Kategória | Körök | Összetett Helyezés | Kategória Helyezés |
| ---- | ---------------- | ---------------------------- | ------------ | --------------- | --------- | ----- | ------------------ | ------------------ |
| 2013 | Jota Sport       | Zytek Z11SN-Nissan           | Simon Dolan  | Lucas Luhr      | LMP2      | 319   | 13.                | 7.                 |
| 2014 | Jota Sport       | Zytek Z11SN-Nissan           | Simon Dolan  | Harry Tincknell | LMP2      | 356   | 5.                 | 1.                 |
| 2015 | Jota Sport       | Gibson 015S-Nissan           | Simon Dolan  | Mitch Evans     | LMP2      | 358   | 10.                | 2.                 |
| 2018 | CEFC TRSM Racing | Ginetta G60-LT-P1-Mecachrome | Alex Brundle | Oliver Rowland  | LMP1      | 137   | Kiesett            | Kiesett            |

### Teljes Európai Le Mans-széria eredménysorozata
(Táblázat értelmezése)

(Félkövér: pole-pozícióból indult; dőlt: leggyorsabb kört futott) 

| Év   | Csapat     | Kategória | Autó        | Motor                  | 1     | 2      | 3     | 4     | 5     | Helyezés | Pont |
| ---- | ---------- | --------- | ----------- | ---------------------- | ----- | ------ | ----- | ----- | ----- | -------- | ---- |
| 2013 | Jota Sport | LMP2      | Zytek Z11SN | Nissan VK45DE 4.5 L V8 | SIL 1 | IMO Ki | RBR 4 | HUN 3 | LEC 3 | 3.       | 71   |

### Teljes Super GT eredménysorozata
(Táblázat értelmezése)

(Félkövér: pole-pozícióból indult; dőlt: leggyorsabb kört futott) 

| Év   | Csapat                    | Autó         | Kategória | 1      | 2      | 3      | 4      | 5      | 6     | 7     | 8     | Helyezés | Pont |
| ---- | ------------------------- | ------------ | --------- | ------ | ------ | ------ | ------ | ------ | ----- | ----- | ----- | -------- | ---- |
| 2015 | Drago Modulo Honda Racing | Honda NSX-GT | GT500     | OKA 6  | FUJ 8  | CHA 10 | FUJ 6  | SUZ 12 | SUG 7 | AUT 7 | MOT 7 | 12.      | 26   |
| 2016 | Drago Modulo Honda Racing | Honda NSX-GT | GT500     | OKA 12 | FUJ 13 | SUG 7  | FUJ Ki | SUZ Ki | CHA   | MOT   | MOT   | 19.      | 5    |

### Teljes Formula–E eredménysorozata
(Táblázat értelmezése)

(Félkövér: pole-pozícióból indult; dőlt: leggyorsabb kört futott) 

| Év      | Csapat             | 1      | 2       | 3      | 4      | 5       | 6      | 7      | 8      | 9       | 10     | 11     | 12     | 13     | 14     | 15     | 16     | Helyezés | Pont |
| ------- | ------------------ | ------ | ------- | ------ | ------ | ------- | ------ | ------ | ------ | ------- | ------ | ------ | ------ | ------ | ------ | ------ | ------ | -------- | ---- |
| 2014–15 | NEXTEV TCR         | BEI    | PUT     | PDE    | BUE    | MIA     | LBH    | MON    | BER    | MOS     | LON 9  | LON 9  |        |        |        |        |        | 22.      | 4    |
| 2015–16 | NEXTEV TCR         | BEI 6  | PUT Ki  | PDE 12 | BUE 9  | MEX 11  | LBH 12 | PAR 12 | BER 12 | LON 15† | LON 10 |        |        |        |        |        |        | 14.      | 11   |
| 2016–17 | NEXTEV NIO         | HKG 8  | MAR 7   | BUE 9  | MEX Ki | MON 13† | PAR 11 | BER 10 | BER 9  | NYC 6   | NYC 14 | MNT 15 | MNT 17 |        |        |        |        | 12.      | 26   |
| 2017–18 | NIO Formula E Team | HKG 16 | HKG 6   | MAR Ki | SAN 14 | MEX 2   | PDE 7  | ROM 12 | PAR 9  | BER 5   | ZUR 9  | NYC Ni | NYC Vi |        |        |        |        | 10.      | 46   |
| 2018–19 | NIO Formula E Team | ADR 13 | MAR 16  | SAN 8  | MEX 12 | HKG 9   | SNY 11 | ROM 13 | PAR 14 | MON Ki  | BER 18 | BRN 16 | NYC 10 | NYC 14 |        |        |        | 20.      | 7    |
| 2019–20 | NIO 333 FE Team    | ADR 15 | ADR Kiz | SAN 11 | MEX 13 | MAR 21  | BER 16 | BER 18 | BER 16 | BER 22  | BER 19 | BER 21 |        |        |        |        |        | 24.      | 0    |
| 2020–21 | NIO 333 FE Team    | DIR 10 | DIR 6   | ROM Ni | ROM 14 | VAL Hn  | VAL 8  | MON 19 | PUE 11 | PUE Ki  | NYC Ki | NYC Ki | LON 15 | LON 14 | BER 19 | BER 19 |        | 23.      | 13   |
| 2021–22 | NIO 333 FE Team    | DIR 19 | DIR 18  | MEX 14 | ROM 17 | ROM 7   | MON 14 | BER 16 | BER 17 | JAK 12  | MAR 17 | NYC 15 | NYC 15 | LON 15 | LON 14 | SEO Ki | SEO 15 | 18.      | 6    |

* A szezon jelenleg is zajlik.
† A versenyt nem fejezte be, de helyezését értékelték, mert a versenytáv több, mint 90%-át teljesítette.